# Incudifera
Incudifera là một chi bướm đêm thuộc họ Geometridae.